# ヴェルビュタワー琴似
ヴェルビュタワー琴似は、北海道札幌市西区琴似2条1丁目にある超高層マンション。 

## 概要
琴似3・1地区市街地再開発組合の発注でドーコンが設計し大林組が着工、2002年3月に竣工した。再開発地区のB工区にあたる。

## 沿革
- 1995年（平成7年） - 再開発組合設立認可。
- 2002年（平成14年）3月 - 工事完了。

## アクセス
- JR北海道函館本線琴似駅徒歩1分、またはペデストリアンデッキ直結[2]。
- 札幌市営地下鉄東西線琴似駅徒歩9分[2]。
- JR北海道学園都市線八軒駅徒歩16分[2]。